# Folles (Francia)
 Folles  (en occitano Faulas) es una localidad y comuna de Francia, en la región de Lemosín, departamento de Alto Vienne, en el distrito de Bellac y cantón de Bessines-sur-Gartempe.
Está integrada en la Communauté de communes Ardour-Rivallier-Gartempe.

## Demografía
| 957 | 864 | 750 | 685 | 593 | 508 | 538 |
| Para los censos de 1962 a 1999 la población legal corresponde a la población sin duplicidades (Fuente: INSEE [Consultar]) |     |     |     |     |     |     |